# FF (cantante)
Fernando João Duarte do Carmo Abrantes Fernandes, más conocido por su nombre artístico, FF (3 de mayo de 1987) es un cantante portugués que trabaja como profesor de canto en la escuela Audium, en Lisboa, y está promoviendo Album, "El juego se reanuda".

## Biografía
Nació en Lisboa y vivió en Almada con siete años de edad. Se mudó a los Alentejo, por orden del mismo, como la madre del cantante tenía familia en la zona y su padre siempre quiso que su propia casa en la tierra. Él hizo la tercera clase y el cuarto en Vila Nova da Baronia.
En 1999 tuvo su primer contacto con la música, asistiendo a un concierto para jóvenes talentos de televisión llamado " Bravo Bravissimo ", saliendo el ganador. Fue a partir de ese momento que decidió centrarse en su desarrollo musical tomando un curso en el acto de base (canto, piano y violín) con una duración de tres años, la Escuela Profesional de Évora. Al final de este curso tuvieron la oportunidad de protagonizar un musical concebido por sus maestros para violín y piano - " A Magical Dream "- comenzando así su experiencia en la actuación en CCB.
Su pasión por la representación le hizo ganar entonces un papel decisivo, y en 2002, Fernando Fernandes decide regresar a Lisboa para tomar un curso de la representación en la Escuela Profesional de Teatro de Cascais. Al final del curso, hizo un casting de la serie "Fresas con azúcar" y comenzó a poner en práctica todo lo que habían aprendido en los últimos seis años.
En 2012 participó en la segunda edición del programa Tu cara me suena (A Tua Cara Não Me É Estranha) terminando en 2.ª posición lugar en la final.
El 8 de agosto de 2012 FF es invitado a un programa de comedia stand-up en TVI (No hay Bela Juan).

Banda sonora de novelas
- E tu do é tão frágil - Deixa-me Amar
- O Jogo Recomeça - Deixa Que Te Leve
- Querer Viver - Mar de Paixão
- Ponteiros da Solidão - Meu amor
- Amor Não se Esquece - Amar Depois de Amar

- Datos: Q4500306
- Multimedia: FF (singer) / Q4500306